# Lidia Książkiewicz
Lidia Książkiewicz (ur. 1977 w Poznaniu) – polska pianistka i organistka, działająca we Francji. Od września 2010 roku pełni funkcję organisty tytularnego katedry Notre-Dame w Laon.

## Kariera muzyczna
Ukończyła studia gry na fortepianie oraz organach w Akademii Muzycznej w Bydgoszczy i w Akademii Muzycznej w Poznaniu.
Studia podyplomowe w dziedzinie gry na organach odbywała we Francji w Konserwatorium Saint-Maur/Paris pod kierunkiem profesora Erica Lebrun, gdzie uzyskała Premier Prix d’Excellence. W tym samym konserwatorium odbyła także studia w klasie klawesynu. Uczestniczyła w wielu kursach mistrzowskich, u wirtuozów takich jak Viera Nosina, Szabolcs Esztényi, Ludger Lohmann, Jean Boyer, Loïc Mallié, André Isoir, Zsigmond Szathmàry.
Jest laureatką wielu konkursów muzycznych:
- Grand Prix d’Orgue de l’Académie des Beaux Arts w Angers we Francji (Grand Prix),
- Konkurs Muzyki XX wieku w Warszawie (I miejsce),
- Międzynarodowy Konkurs Organowy w Rimini we Włoszech (I miejsce i nagroda specjalna),
- Międzynarodowy konkurs w Chartres (dyplom finalisty),
- Międzynarodowy Konkurs Organowy im. C.Francka w Haarlem (III miejsce),
- Międzynarodowy Konkurs Organowy Maksa Regera i Oliviera Messiaena w Grazu[3] (nagroda specjalna),
- Konkurs Muzyki XX wieku w Warszawie (Grand Prix).

Artystka koncertuje regularnie na wielu prestiżowych festiwalach muzycznych w Europie (m.in. sali Radia Wiedeńskiego ORF, w filharmoniach w Bilbao i Krakowie, katedrze Notre-Dame w Paryżu, w Haarlem, Kopenhadze, Bonn, Düsseldorfie, Bordeaux, Saint-Rémy), a także bierze udział w pracach jury konkursów organowych. Jako solistka grała z wieloma orkiestrami, m.in. orkiestrą symfoniczną Filharmonii Krakowskiej, Slovak Sinfonietta i Orchestre symphonique de Bretagne.
Lidia Książkiewicz jest wykładowcą gry na organach i na fortepianie w konserwatoriach w Laon i w Soissons. Jest także autorką licznych publikacji pedagogicznych oraz prowadzi kursy mistrzowskie gry fortepianowej i organowej.